# Tempora labuntur tacitissque senescimus annis
Tempora labuntur tacitissque senescimus annis лат. (изговор:  темпра лабунтур тацитискве сенесцимус анис). Времена пролазе и ми у тихим годинама старимо. (Овидије)

## Поријекло изреке
Изрекао велики римски пјесник Овидије у смјени старе и нове ере.

## Тумачење
Једна поетска реченица у Овидијевом дјелу подсјећа да у временима која пролазе и ми, у тихим годинама, старимо.